# Heinrich von Dissen
Heinrich von Dissen, ou Henri de Dissen, Henricus de Dissen, Heinricus de Osnabrugis (né le 18 octobre 1415 à Osnabrück en Westphalie et mort à Cologne le 26 novembre 1484), est un moine chartreux allemand auteur de traités de théologie.

## Biographie
Après avoir étudié la philosophie et la théologie à l'université de Cologne sous Henri de Gorkum, fameux théologien thomiste et vice-chancelier de l'université, il entre à la chartreuse de Cologne où il prononce ses vœux le 14 juillet 1437 et y demeure le restant de ses jours. Il y côtoie Heinrich von dem Birnbaum et Werner Rolevinck.  Il travaille avec ardeur, étudiant et copiant un grand nombre d'ouvrages pour la bibliothèque de son monastère et composant de nombreux traités. Il est nommé sous-prieur le 23 mars 1457, charge qu'il assume jusqu'à sa mort.

## Œuvre
Son œuvre en latin comprend des commentaires sur les psaumes, l'Apocalypse, les Évangiles des dimanches et fêtes, le Credo de saint Athanase, tandis qu'un commentaire sur le Pater Noster est composé en allemand . Il écrit aussi un grand nombre de sermons et d'homélies, des traités et des ouvrages de dévotion, comme De Sacerdotii dignitate, De multiplici bonorum verecundia, Quo pacto hæreticorum fraudes deprehendi queant, Expositio in totum Missale, Expositio Antiphonarii, Consolationes in Cantica Canticorum, De XIII mansionibus, etc.